# Оболенский, Николай Николаевич (1861)
Князь Николай Николаевич Оболенский (23 июня 1861 или 2 [14] июня 1861, Санкт-Петербург — 8 ноября 1933, Париж или Ницца) — русский князь, чиновник (прокурор) и домовладелец из рода Оболенских.

## Биография
Родился 2 (14) июня 1861 в Санкт-Петербурге в семье князя Николая Владимировича Оболенского (1834—1894) и Веры Фёдоровны, урождённой Гудковой. Внучатый племянник княгини Анны Михайловны Xилковой (в девичестве Оболенской, дочери Оболенского Михаила Андреевича), от которой в 1910 году унаследовал часть его живописной коллекции.
В 1884 году окончил Императорское училище правоведения в Санкт-Петербурге, служил прокурором, дослужился до чина статского советника.
В 1912 году построил по проекту О. Г. Пиотровича доходный дом на Гоголевском бульваре, 11.
После революции (около 1920 года) эмигрировал с семьёй во Францию. Скончался 8 ноября 1933 года в городе Ницца.

## Семья
Жена — графиня Ольга Валериановна Тулуз-Лотрек (фр. Olga Toulouse-Lautrec; 1862—1933)
- дочь — Ольга (1887 — 19..) была замужем первым браком (с 1907) за А. Е. Ферсманом[7]. После 1920 года уехала к родителям в эмиграцию. Второй муж Генрих Шешковский. После Второй мировой войны жила в Сан-Паулу.
  - внук — Александр (род. 1913)
- дочь — Людмила (1892, Рязань — 1920, Одесса), муж (с 1912) князь Борис Александрович Манвелов (1886—1918[8])
- сын — Андрей (1900, Москва — 1930, Ницца).